# Astropecten velitaris
Astropecten velitaris är en sjöstjärneart som beskrevs av von Martens 1865. Astropecten velitaris ingår i släktet Astropecten och familjen kamsjöstjärnor.
Artens utbredningsområde är Röda havet. Inga underarter finns listade i Catalogue of Life.